# Quentin Marion
Quentin Marion est un joueur et un entraîneur français de volley-ball né le 2 novembre 1984 à Saint-Germain-en-Laye (Yvelines). Il mesure 1,90 m et joue passeur.

## Biographie
Son grand frère Guillaume est également joueur professionnel de volley-ball.

## Clubs
| Club              | De        | À         |
| ----------------- | --------- | --------- |
| Beauvais OUC      | 2002-2003 | 2004-2005 |
| Saint-Nazaire VB  | 2005-2006 | 2005-2006 |
| Dunkerque VB      | 2006-2007 | 2006-2007 |
| Aix UC            | 2007-2008 | 2007-2008 |
| Rennes Volley 35  | 2008-2009 | 2010-2011 |
| Beauvais OUC      | 2011-2012 | 2011-2012 |
| Martigues VB      | 2012-2013 | 2014-2015 |
| Saint-Nazaire VBA | 2015-2016 | 2017-2018 |

## Palmarès
- Coupe de France
  - Finaliste : 2012